# Luis Campusano
Luis Campusano (Augusta, Georgia, 29 de septiembre de 1998) es un jugador profesional estadounidense-dominicano de béisbol que se desempeña en la posición de cácher en San Diego Padres, equipo de las Grandes Ligas de Béisbol (MLB).

## Carrera
Fue seleccionado en la segunda ronda en el Draft de la MLB de 2017. En 2020 hizo su debut profesional con el equipo San Diego Padres, donde lleva jugando cinco temporadas.